# فيضان البيرة في لندن
فيضان البيرة في لندن (بالإنجليزية: London Beer Flood)‏ - 17 أكتوبر 1814  حادثة مأساوية وقعت في توتنهام كورت رود  «ميوكس آند كومباني»، عندما انفجر أحد الأحواض الخشبية التي يبلغ ارتفاعها 22 قدمًا (6.7 م) محملاَ بالبيرة السوداء من مصنع الجعة الإنجليزي السابق "Meux & Co". نتيجة لذلك، انسكب أكثر من 1470 متر مكعب من البيرة في الشوارع وتسبب في دمار لا يمكن تصوره. دمرت موجة من البيرة منزلين. وتُرك عامل شاب يدعى إيلانور كوبر تحت الأنقاض عندما انهار جدار شريط أرم تافيستوك. 
في غضون دقائق، غمر شارع جورج ونيو ستريت بالكحول، مما أسفر عن مقتل أم وابنتها اللتين كانتا تشربان الشاي.

## التاريخ
كانت منطقة سانت جيلز بمدينة لندن على موعد مع كارثة غريبة وغير مسبوقة على مر التاريخ. فخلال ذلك اليوم شهدت هذه المنطقة الفقيرة فيضاناً فريداً من نوعه لكميات هائلة من البيرة، وذلك عقب انفجار صهريج تخزين تابع لأحد مصانع البيرة بالمنطقة.
ومطلع القرن التاسع عشر، أصبح مصنع هورس شو (حدوة الحصان) واحداً من أشهر خمسة مصانع البيرة السوداء في كامل إنجلترا، إذ ينتج هذا المصنع، الذي اتخذ وسط مدينة لندن مركزاً له، أكثر من مئة ألف برميل من البيرة السوداء سنوياً. وفي تلك الأثناء كان لهذا المصنع مكانة هامة جداً في كامل إنجلترا، حيث إنه تميز بطرق التخزين الغريبة للبيرة السوداء والتي اعتمدت أساساً على براميل عملاقة قادرة على استيعاب كميات هائلة من هذا المشروب.
ويوم السابع عشر من تشرين الأول/أكتوبر 1814، وفي حدود الساعة الرابعة والنصف مساء، قام مسؤول الصيانة والتخزين بالمصنع، جورج كريك، بجولته التفقدية المعتادة لبراميل التخزين العملاقة المصنوعة من الخشب والمطوقة بالحديد الصلب. وخلال تلك الفترة، كانت هذه البراميل العملاقة مليئة بالبيرة السوداء التي كانت في طور التخمر منذ أكثر من 10 أشهر.
خلال جولته التفقدية، لاحظ كريك مشكلة بأحد براميل التخزين العملاقة، حيث كان أحدها يعاني من تشققات في طوقه الحديدي. لم يعر المسؤول أي اهتمام لهذا الأمر، فبالنسبة إليه كان شيئاً عادياً، وبدل إخبار لجنة الصيانة وتحذير جميع المتواجدين بالمكان، فضل انتظار حلول اليوم التالي للقيام بذلك. وفي حدود الساعة الخامسة والنصف مساء من نفس ذلك اليوم (17 أكتوبر 1814) وبعد ساعة واحدة من نهاية جولته التفقدية، سمع كريك انفجاراً رهيباً بغرفة التخزين، حيث انفجر برميل التخزين العملاق، الذي كان يعاني من تشقق في طوقه الحديدي، ليلقي ما قدره 600 ألف لتر من البيرة السوداء في المناطق المحيطة به. وفضلاً عن ذلك، تسبب هذا الأمر في تخريب عدد من براميل التخزين القريبة ليؤدي كل ذلك إلى تسرب ما قدره مليون و400 ألف لتر من البيرة بالمناطق المحيطة بالمخزن. وخلال فترة وجيزة غرقت نسبة كبيرة من منطقة سانت جيلز بلندن تحت سيول من البيرة السوداء. وعلى حسب تقديرات مسؤولي مدينة لندن، شهدت المنطقة لوهلة ظهور موجة هائلة من الجعة السوداء بلغ طولها 15 قدماً. وقد تسببت هذه الحادثة الأليمة في مقتل ثمانية أشخاص وإصابة المئات. وكان كريك من ضمن القتلى. كذلك قتل طفلان لم تتجاوز أعمارهما الأربع سنوات.
وعانى المصنع من مشاكل مادية عديدة، حيث إنه لم يكن قادراً على تعويض خسائره. كذلك أقدم الأهالي على تتبع مسؤولي المصنع أمام القضاء. ولتجاوز هذه الأزمة، اضطر مسؤولو «هورس شو» إلى طلب المساعدة من البرلمان والذي جاء رده بالموافقة.
على الرغم من رفع دعوى قضائية على مصنع الجعة في البداية، لم يتم تحميل أي شخص المسؤولية عن الحادث. على الرغم من كل الصعوبات، استمر مصنع الجعة في العمل.
تم إغلاق مصنع الجعة في عام 1922 وتم استبداله الآن بمسرح دومينيون. في عام 2012 ، بدأت حانة محلية تسمى هولبورن ويبيت بالاحتفال بالحدث.

## القتلى
| الأشخاص       | العمر |
| ------------- | ----- |
| آنا سافيل     | 53    |
| إيلانور كوبر  | 15-16 |
| هانا بامفيلد  | 4     |
| كاترينا بتلر  | 63    |
| إليزابيث سميث | 27    |
| ماري مولفي    | 30    |
| توماس مولفي   | 3     |
| شون دوجينز    | 29    |

## في وقت لاحق
غُرِّم مصنع الجعة "Meux & Co" دفع تعويض 23000 جنيه إسترليني، وقدمت التماس خاص إلى البرلمان، فاستعادوا حوالي 7250 جنيهًا إسترلينيًا من HM Excise ، مما وفر عليهم من الإفلاس.
عاد مصنع الجعة إلى العمل بعد ذلك بوقت قصير، ولكنه أغلق في عام 1921 عندما نقل إنتاجه إلى مصنع الجعة Nine Elms في واندسوورث، والذي اشتروه في عام 1914. في وقت إغلاقه ، كان الموقع يغطي 103000 قدم مربع (9600 متر مربع). تم هدم مصنع الجعة في العام التالي وتم بناء مسرح دومينيون في وقت لاحق في الموقع. تم تصفية مصنع الجعة "Meux & Co" عام 1961. نتيجة للحادث، تم التخلص التدريجي من الخزانات الخشبية الكبيرة في جميع أنحاء صناعة التخمير واستبدالها بأوعية خرسانية مبطنة.